# Tinder
Tinder er en lokationsbaseret social opdagelsesapp, der formidler kommunikation mellem brugere der er interesseret i hinanden. Den er brugt til dating. Den ejes og drives af Match Group.
Ved hjælp af Facebook-profiler, samler Tinder brugernes grundlæggende informationer og analyser brugernes sociale graf til at matche potentielle kandidater, der er mest tilbøjelige til at være kompatibel baseret på geografisk placering, antal fælles venner og fælles interesser. Baseret på resultaterne af potentielle kandidater, giver appen brugeren mulighed for anonymt at "like "eller "pass" dem. Hvis to brugere liker hinanden, resulterer det i et "match", og Tinder introducerer de to brugere og åbner muligheden for en chat.